# Ромов, Сергей Матвеевич
Сергей Матвеевич Ромов (фр. Serge Romoff, настоящее имя Соломон Давидович Роффман, 1 ноября 1883, Воронеж или Каменец-Подольский — 12 февраля 1939, Москва) — русский и советский художник, искусствовед, переводчик, критик, публицист, исследователь авангардного искусства и литературы.

## Биография
Участвовал в революционном движении, принадлежал к меньшевикам.

### Годы во Франции
В 1906 году переехал во Францию, женился, у него родились два сына. Писал на русском и французском языках. Был близок к дадаистам, принимал участие в их коллективных акциях (шутовской суд над Морисом Барресом и др.). Печатался в журналах Esprit nouveau, Les Amitiés Nouvelles, L’Art Vivant. Выпускал литературный журнал Удар, сотрудниками которого был А. Луначарский, И. Эренбург, Иван Лебедев (1922—1923, вышли четыре номера), вместе с И. Зданевичем и А. Гингером создал в 1923 группу «Через». Переводил А. Блока на французский (в его переводе и с иллюстрациями М. Ларионова в Париже вышла в 1920 поэма Двенадцать), эссе П. Валери на русский язык (переводы издавались в 1936, 1976, 1993).

### Годы в Советской России
20 июля 1928 возвратился в СССР. Работал в Литературной газете, журнале 30 дней, сотрудничал с журналами Прожектор и Новый мир, Библиотекой «Огонька», печатал статьи о французской литературе в Литературной энциклопедии (Гиль, Марселина Деборд-Вальмор, Делавинь), переводил. Выпустил научно-фантастическую повесть Одна треть жизни (1928). Вместе с И. Клюном и Ю. Олешей участвовал в подготовке выпуска Хлебников в Баку (1930, под ред. А. Кручёных, обложка К. Зданевича), дружил с Татлиным.
Ученый секретарь МОССХ с 1932 г. Художественный редактор журнала «30 дней».
Умер в 1939 году.

## Семья
- Жена — писатель Нина Игнатьевна Бам.
  - Приёмный сын (биологический отец — Владимир Татлин) — российский писатель, автор остросюжетной прозы Анатолий Сергеевич Ромов (р. 1935).